# 拉斐尔·索托
拉斐尔·索托（西班牙語：Rafael Soto，1957年10月14日—），西班牙男子马术运动员。他曾代表西班牙参加1996年、2000年和2004年夏季奥林匹克运动会马术比赛，其中2004年奥运会获得一枚银牌。